# Juan García Rodríguez
Juan de la Caridad García Rodríguez (Camagüey, 11. srpnja 1948.) kubanski je prelat Katoličke Crkve koji služi kao nadbiskup Havane od 26. travnja 2016. Prethodno je služio kao pomoćni biskup Camagüeya od 1997. do 2002., a zatim kao nadbiskup te biskupije od 2002. do 2016. godine. Bivši je predsjednik Kubanske konferencije katoličkih biskupa. Papa Franjo ga je 5. listopada 2019. uzdigao u rang kardinala.
Papa Franjo ga je 5. listopada 2019. proglasio kardinalom-svećenikom Santi Aquila e Priscilla. Članom Kongregacije za kler imenovan je 21. veljače 2020. i Papinskog povjerenstva za Latinsku Ameriku 20. travnja 2020.